# Matviivka, Semenivka
Matviivka (în ucraineană Матвіївка) este un sat în comuna Narijjea din raionul Semenivka, regiunea Poltava, Ucraina.

## Demografie
Componența lingvistică a localității Matviivka
     Ucraineană (99,08%)
     Alte limbi (0,92%)
Conform recensământului din 2001, majoritatea populației localității Matviivka era vorbitoare de ucraineană (99,08%), existând în minoritate și vorbitori de alte limbi.